# Rottingdean
Rottingdean è un paese di 2 500 abitanti della contea dell'East Sussex, in Inghilterra.
Il paese è particolarmente noto per essere il luogo in cui ha vissuto il famosissimo scrittore Rudyard Kipling